# Elma Fleuret
Elma Fleuret (* 1999) je francouzská reprezentantka ve sportovním lezení, vicemistryně Francie, juniorská mistryně světa a vítězka Evropského poháru juniorů v lezení na rychlost.

## Výkony a ocenění
- 2015: juniorská mistryně světa, vítězka Evropského poháru juniorů
- 2016: 6. místo na mistrovství světa, juniorská vicemistryně světa, bronz na Mistrovství Evropy juniorů
- 2016: nominace (z MS) na Světové hry 2017 v polské Vratislavi, kde skončila jedenáctá

### Závodní výsledky
| Mistrovství světa | Mistrovství světa |
| Rok               | 2016              |
| ----------------- | ----------------- |
| Rychlost          | 6                 |

| Světový pohár | Světový pohár | Světový pohár | Světový pohár        |
| Rok           | 2016          | 2017          | 2018                 |
| ------------- | ------------- | ------------- | -------------------- |
| Rychlost      |               | 22            | 21                   |
| jednotlivě*   | ,5,9,,14,     | ,11,17,21,    | ,,24,18,16,18,17,16, |
|               |               |               |                      |
| Kombinace     | —             | x             |                      |

* poznámka: nalevo jsou poslední závody v roce
| Mistrovství Francie | Mistrovství Francie | Mistrovství Francie | Mistrovství Francie |
| Rok                 | 2015                | 2016                | 2017                |
| ------------------- | ------------------- | ------------------- | ------------------- |
| Rychlost            | 2                   | 3                   | 2                   |

| Mistrovství světa juniorů | Mistrovství světa juniorů | Mistrovství světa juniorů |
| Rok                       | 2015 kat A                | 2016 kat A                |
| ------------------------- | ------------------------- | ------------------------- |
| Rychlost                  | 1                         | 2                         |

| Mistrovství Evropy juniorů | Mistrovství Evropy juniorů |
| Rok                        | 2016 kat A                 |
| -------------------------- | -------------------------- |
| Rychlost                   | 3                          |

| Evropský pohár juniorů | Evropský pohár juniorů |
| Rok                    | 2015 kat A             |
| ---------------------- | ---------------------- |
| Rychlost               | 1                      |
| jednotlivě*            |                        |

* poznámka: nalevo jsou poslední závody v roce